# あっぱ
あっぱは、日本のピアノ・ロックバンド。

## 概要
伊澤一葉こと伊澤啓太郎（東京事変、the HIATUS）率いるあっぱは、ピアノ&ボーカルの伊澤、ベースの堀田（hoppi）秀顕、ドラムのサトウカズトから成るスリーピースバンド。
もともとは伊澤がピアノ＆ボーカルを担当する個人ユニット「桜カッパяイズボルト」の活動を前身として始まった。伊澤が自分の作った舞台音楽を実際に舞台のシーンにあわせて生演奏する際に、大学からの知り合いだった堀田と佐藤と一緒に演奏したのをきっかけに、2人を加えたバンド編成で活動を続けるようになる。
バンド名の由来は、親友の娘が伊澤のことを「あっぱ｣と呼んでいたことから。

## メンバー
伊澤啓太郎（いざわ けいたろう）
ソングライター。ボーカル、ピアノを担当。
東京事変（「伊澤一葉」名義）やthe HIATUSの鍵盤奏者としても活動。
堀田秀顕（ほった ひであき）
ベースを担当。
佐藤一人（さとう かずと）
ドラムスを担当。

## 来歴
2004年
- 1月、あっぱ結成。都内のライブハウス（O-NESTや7thfloor、江古田buddyなど）を中心にライヴ活動を続ける。

2005年
- 4月30日、自主制作盤『あっぱ』をリリース。

2006年
- 2月4日、自主制作盤『GIGS』を限定100枚でリリース
- 10月7日、長岡亮介率いるペトロールズとともに『ぱっぺ Vol.1』と銘打ったイベントを開催。

2008年
- 11月3日、レコード発売記念ワンマンライブ『ラシポ紀を発売します。』を開催。
- 11月5日、初の流通音源となるフルアルバム『ラシポ紀』をリリース。

2012年
- 8月29日、ファーストアルバムから4年ぶりにセカンドアルバム『MANTRA』をリリース。
- 9月29日-11月28日、アルバム『MANTRA』のリリースツアーを開催。

## ライブ・ツアー
- 『ラシポ紀を発売します。』

2008年11月3日 渋谷7th FLOOR
- 『やおよろずの未知』

2011年
7月15日 東京 渋谷O-nest
7月19日 福岡 Gate's 7
7月20日 大阪 心斎橋JANUS
- あっぱ「MANTRA」リリースツアー

2012年
9月29日 東京 LIVE HOUSE BUDDY（江古田）
11月5日 福岡 THE Voodoo Lounge
11月6日 熊本 CIB
11月7日 大阪 ROCKTOWN
11月27日 名古屋 APOLLO THEATER
追加公演
11月28日 金沢 もっきりや
2013年
1月12日 渋谷O-nest